# Sańbórz
Sańbórz [pronunciación en polaco: /ˈsaɲbuʂ/] es un pueblo ubicado en el distrito administrativo de Gmina Nowe Miasto nad Pilicą, dentro del Condado de Grójec, Voivodato de Mazovia, en el este de Polonia central.